# Пеньковка (Липовецкий район)
Пеньковка (укр. Пеньківка; в 1947—2016 гг. — Свердловка (укр. Свердлівка) — село на Украине, находится в Липовецком районе Винницкой области.
Код КОАТУУ — 0522282604. Население по переписи 2001 года составляет 353 человека. Почтовый индекс — 22530. Телефонный код — 4358. Занимает площадь 1,749 км².

## Адрес местного совета
22530, Винницкая область, Липовецкий р-н, с. Козинцы, ул. Победы, 33

## Галерея

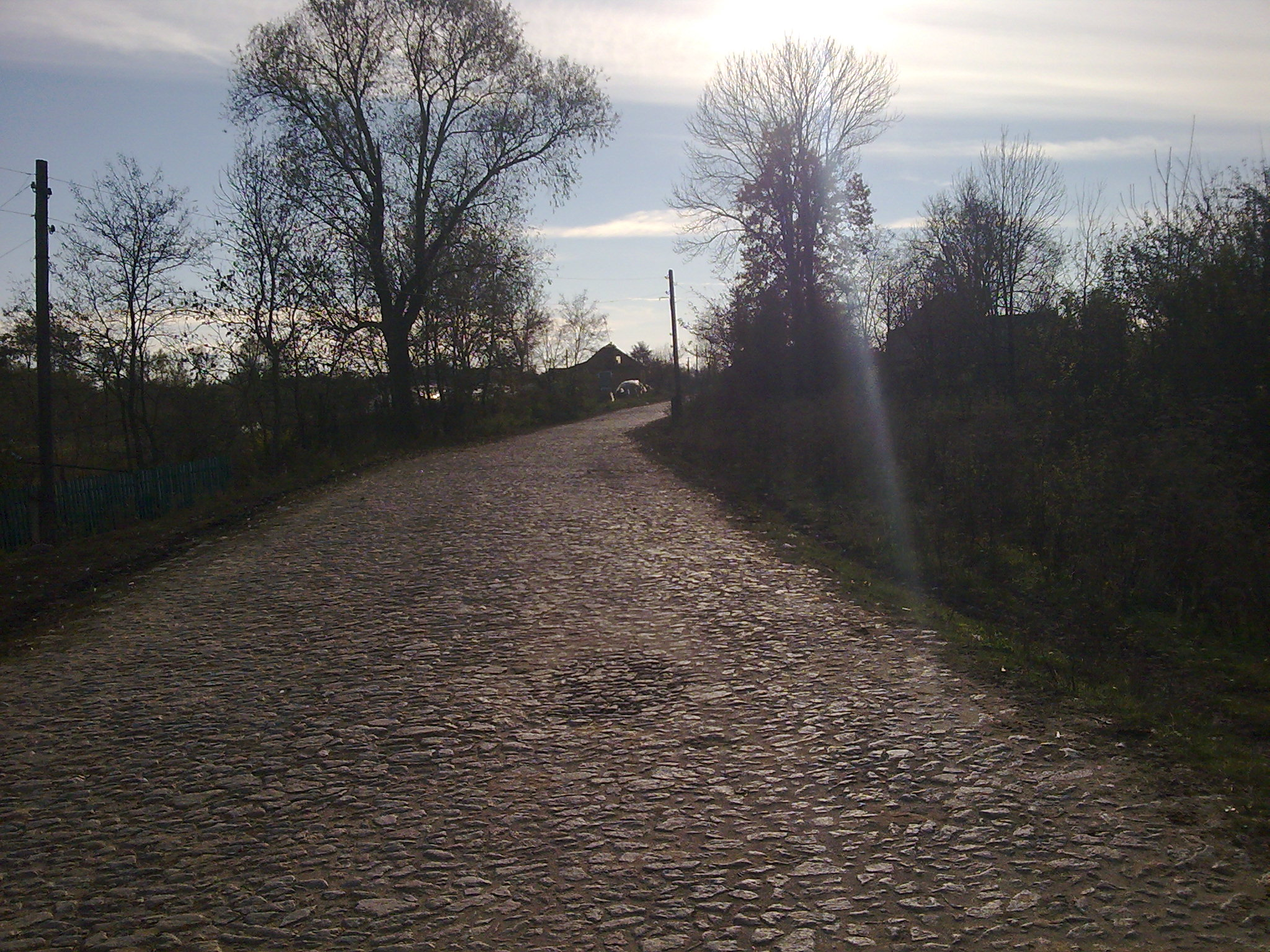
Центральная улица в селе
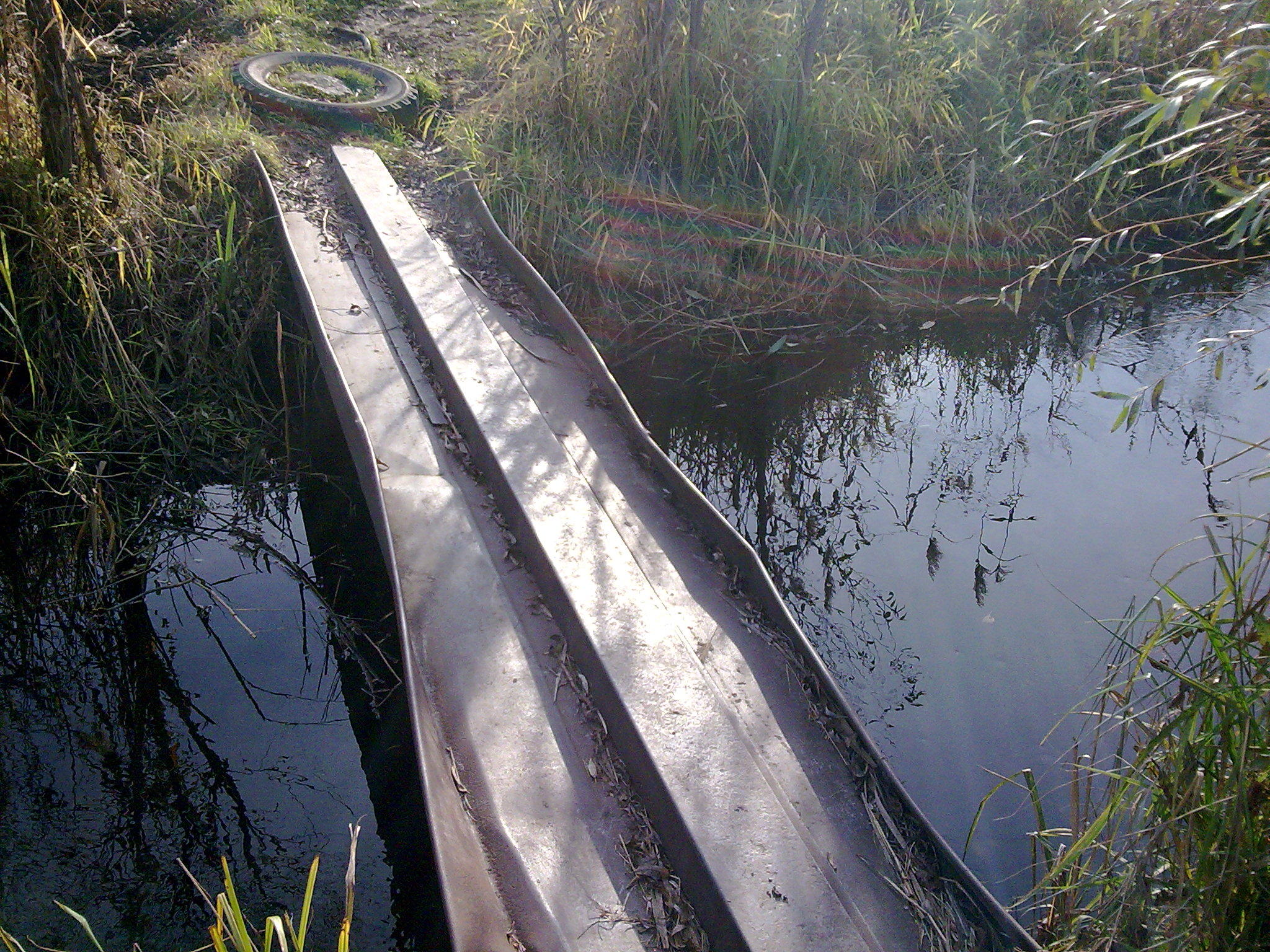
Пешеходный мостик через реку